# Exili republicà espanyol
L'exili republicà espanyol es refereix al conjunt de ciutadans de l'Estat espanyol que durant la Guerra Civil espanyola de 1936 a 1939 i la immediata postguerra es van veure abocats a abandonar el territori i desplaçar-se a altres països per motius ideològics i de consciència o per temor a les represàlies per part del bàndol vencedor i del règim polític autoritari instaurat a Espanya, i que van romandre a l'estranger fins que l'evolució de les circumstàncies internes del país els va permetre tornar gradualment, encara que van ser molts els que finalment es van integrar en les societats que els van donar refugi, contribuint al seu desenvolupament en alguns casos destacats.

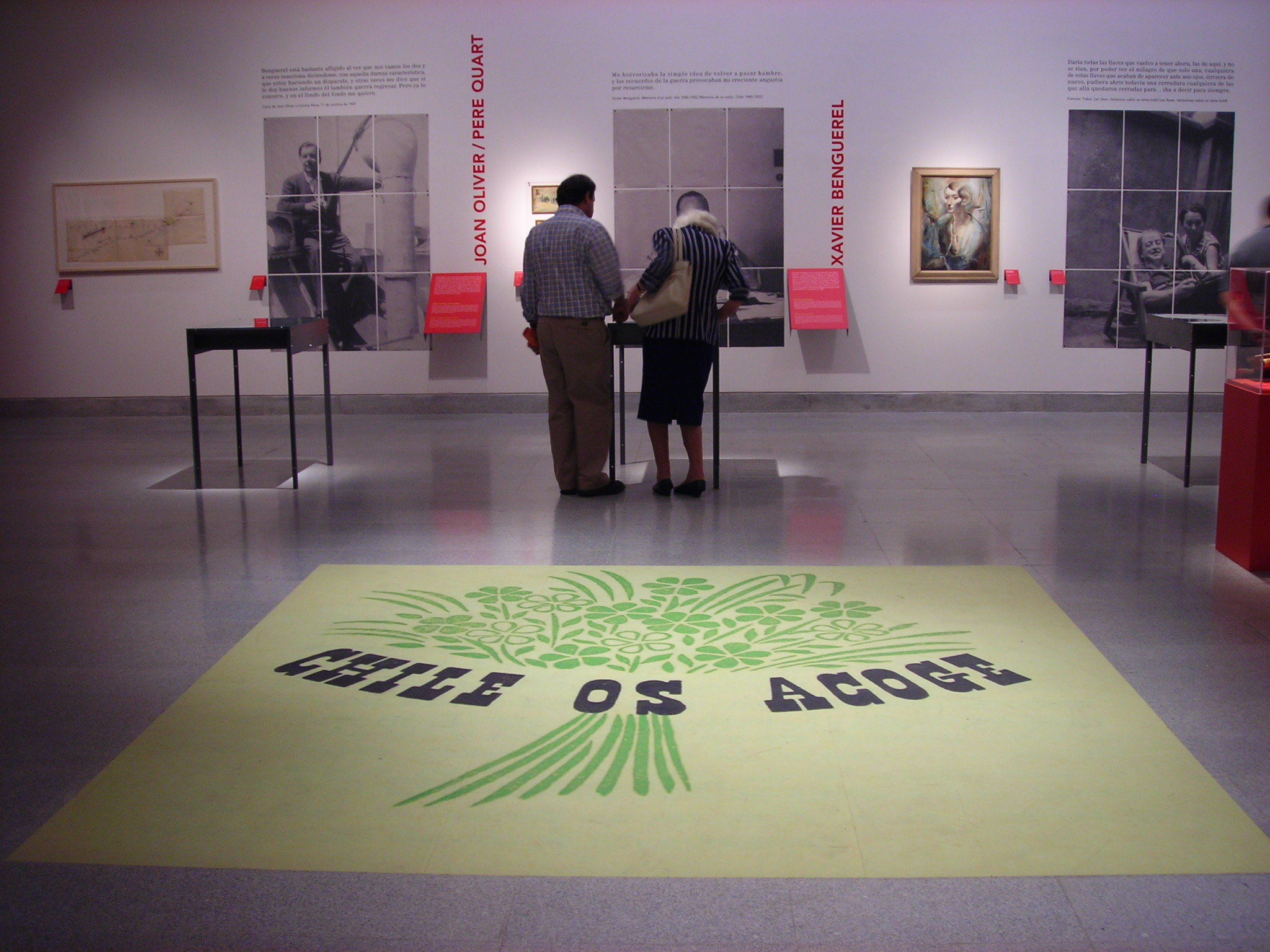
Exposició «Literaturas del Exilio», al Centro Cultural Palacio de la Moneda, Santiago de Xile (juny-juliol de 2007). Quan acabà la guerra civil arribaren a Xile milers d'exiliats espanyols. Molts d'ells hi arribaren en el Winnipeg, qu desembarcà a Valparaíso el 1939.

Una gran part dels primers refugiats, fins a 440.000 a França segons un informe oficial de març de 1939, van haver d'afrontar inicialment condicions de vida molt dures, que es van agreujar com a resultat de l'esclat de la Segona Guerra Mundial i encara que molts d'ells van aconseguir tornar en els anys 1940, l'exili republicà "permanent" va quedar constituït per unes 220.000 persones de les quals moltes eren excombatents, polítics o funcionaris compromesos directament amb la causa republicana, però entre les quals hi havia també milers de parents i civils, juntament amb un nombre significatiu de nens, intel·lectuals, personalitats de la cultura i artistes, científics, docents, i persones de professions qualificades, la qual cosa va suposar un condicionant més en les conseqüències del conflicte en el procés de reconstrucció del país.
Els principals destins dels exiliats van ser Argentina, França i Mèxic, però també van ser emparats grups importants en altres països europeus i americans com Xile, Cuba, Veneçuela, República Dominicana, la Unió Soviètica, Estats Units i el Regne Unit.
En el transcurs dels anys, l'evolució política interna a Espanya i l'arribada de la Transició Espanyola amb la instauració de la democràcia, van permetre gradualment el retorn dels exiliats, però també van ser molts que pel seu grau d'integració, van decidir romandre als països que els van donar refugi, on més tard van coincidir amb altres espanyols arribats com a emigrants per motius econòmics des dels anys 1950 o per un nou exili, el dels perseguits per la dictadura fins a 1975.

## Desplaçaments de població durant la guerra
Durant els primers mesos de la guerra i particularment en el període d'agost a desembre de 1936, marcats pels episodis de violència sistemàtica en contra de la població civil, tant com a resultat de la repressió per motius ideològics, per part de les forces revoltades com pels partidaris de la revolució social, i l'avanç de les operacions militars, es van produir els primers desplaçaments de refugiats i exiliats principalment cap a França, caracteritzats pel seu caràcter encara provisional, per la qual cosa agrupava persones provinents d'Aragó, Catalunya i el País Basc, ja per la seva condició de proximitat al bàndol revoltat, en el cas de les dues primeres, o de partidaris del Govern que fugien de l'avenç del front d'Irun, el darrer, o simplement de persones "neutrals" que es veien amenaçades pel clima d'hostilitat i violència. Entre l'estiu de 1936 i l'octubre de 1937 2.000 refugiats catalans van ser traslladats en camps d'acollida francesos. La gran majoria eren homes en edat militar que no volien anar al front.
A mesura que es desenvolupava el conflicte, el caràcter provisional inicial va prendre un caràcter més permanent i massiu en el cas dels desplaçats propers al bàndol republicà fins al punt que, si bé els episodis de fugida en desbandada continuarien produint-se, es van emprendre accions des del govern republicà per a ordenar de manera planificada algunes de les evacuacions, particularment les de menors. L'octubre de 1936 fou constituïda l'Oficina Central d'Evacuació i Assistència al Refugiat, poc abans de la batalla de Madrid, en previsió de realitzar operacions massives d'evacuació cap a la costa mediterrània, mentre que al novembre va ser creat en París el Comité d'Accueil aux enfants d'Espagne per part de la CGT. Les primeres evacuacions de nens es van produir des de Madrid i València, amb l'enviament de 100 menors cap a l'URSS al febrer de 1937, i des del País Basc, on es van evacuar 450 persones cap a l'illa francesa d'Oleron, en la colònia "Casa Joiosa". Més endavant, prop de 300 d'ells van ser portats a París i els restants a Oostduinkerke (Bèlgica).
Bartolomé Bennassar assenyala que prop de 10.000 ciutadans del País Basc, fugiren per carretera cap a França, o per via marítima cap a Marsella i Algèria.
Les operacions militars al front del Nord, que van fer avençar els franquistes des de Biscaia fins a Santander en la primavera de 1937 provocaren una nova onada de milers d'exiliats, amb una part significativa de nens, aquest cop exclusivament republicà cap a Bordeus, La Rochelle i Lorient. El 1938, després de la batalla de la bossa de Bielsa i la retirada de la 43a Divisió de l'Exèrcit Popular, es produí un nou desplaçament humà a Aragó que marxaren directament a l'altra banda de la frontera. A finals de 1938, s'estima que a territori francès hi restaven 40.000 emigrats encara que es considerava que mantenien una situació de desplaçament provisional.
El major devessall es va produir durant l'Ofensiva de Catalunya (gener-febrer de 1939). Durant unes tres setmanes més de mig milió de persones van fugir des de Catalunya cap a França. Aquest fet és conegut com la retirada en català, occità i francès. Des de la demarcació de Girona, les principals rutes eren el pas pel coll del Portús (la Jonquera), el coll dels Belitres (Portbou), el coll de Manrella (Agullana), el coll de Lli (la Vajol, lloc de pas de les màximes autoritats republicanes) i el coll d'Ares (Molló). El Mas Perxés (Agullana) va ser l’última seu de la Generalitat de Catalunya, el mas Can Barris a la Vajol va ser seu de la presidència de la República, el Castell de Sant Ferran (Figueres) es va fer l'últim ple de les Corts espanyoles, i a la Mina d’en Negrín a la Vajol es van custodiar obres d'art durant la Guerra.
Sobretot en els primers mesos una gran part dels fugits va ser internat en els camps que el govern francès de Daladier hi va habilitar, que amb prou feines constaven de filats de pues a la vora del Mar Mediterrani. Les condicions als camps van ser deplorables, com en el cas del Camp de Gurs. En aquests primers mesos es va produir el retorn a l'Espanya (ja totalment dominada pels franquistes) d'entorn de la meitat dels qui es van refugiar inicialment a França.
Poques setmanes abans de la fi de la guerra, l'informe Valière realitzat a petició del Govern francès estimava el 9 de març de 1939 la presència d'uns 440.000 refugiats a França, dels quals 170.000 eren dones, nens i ancians, 220.000 soldats i milicians, 40.000 invàlids i 10.000 ferits.

## Evolució posterior de l'exili republicà
Alguns dels exiliats, principalment els homes en edat militar, es van veure immersos com a combatents en la imminent Segona Guerra Mundial quan el govern francès els va oferir solament tres opcions: tornar a Espanya, enrolar-se en les tropes franceses, o enrolar-se en batallons destinats a treballs forçats. La tornada a Espanya va ser escollida pels qui es consideraven menys compromesos amb el règim republicà, però la majoria va romandre a França integrat en batallons de treball forçat o enrolats en l'exèrcit francès. Els exiliats espanyols van lluitar principalment durant la batalla de França el 1940, però també va haver-hi espanyols (militants exiliats del PCE) lluitant a l'URSS des de 1941, altres exiliats enrolats en la Legió Estrangera Francesa al Nord d'Àfrica i en la resta dels escenaris d'aquesta guerra, com a combatents regulars o participant en accions de la Resistència. Gairebé 9.000 republicans espanyols es van trobar també entre els qui van sofrir la deportació als camps de concentració nazis.
Una part de l'exili republicà, format principalment per professionals i intel·lectuals, va marxar a Hispanoamèrica, que es va beneficiar d'un elenc intel·lectual i artístic format en la seva major part per les institucions derivades del Krausisme, la Institución Libre de Enseñanza, la Junta per a l'Ampliació d'Estudis, la Residencia de Estudiantes, el Centre d'Estudis Històrics, l'Instituto Escuela i el Museu Pedagògic Nacional, entre d'altres. Aquesta fugida de cervells va empobrir la vida cultural de la postguerra espanyola i va enriquir en canvi la dels països d'acolliment: Argentina, Mèxic (gràcies al suport del president Lázaro Cárdenas) i els Estats Units entre d'altres. Més de cinc-cents metges espanyols van anar a parar a Mèxic, impedits de tornar a Espanya per la seva coneguda oposició al franquisme.
La generació del 14, la generació del 27 i les avantguardes històriques emigraren majoritàriament. Biòlegs com Severo Ochoa o Enrique Rioja Lo Bianco, físics com Arturo Duperier Vallesa o Blas Cabrera, químics com Enrique Moles, matemàtics com Enrique González Jiménez, Ricardo Vinós Santos o Lorenzo Alcaraz, astrònoms com Pedro Carrasco Garrorena o Marcelo Santaló, oceanògrafs com Odón de Buen, escriptors com Manuel Azaña, Max Aub, Ramón José Sender, Arturo Barea, Manuel Andújar, Rafael Alberti, Pedro Salinas, Luis Cernuda, Emilio Prados, Manuel Altolaguirre, Paulí Masip i Roca, cineastes com Luis Buñuel, artistes com Josep Gausachs, Óscar Domínguez o Pablo Ruiz Picasso, historiadors com Claudio Sánchez Albornoz, filòlegs com Tomás Navarro Tomás, pedagogs com José Castillejo o Lorenzo Luzuriaga, filòsofs com Juan David García Bacca, assagistes com Anselmo Carretero, entre d'altres, no tornaren mai a Espanya o ho van fer quan eren ben ancians, només després de la restauració de la democràcia. No menys dura, i potser molt més, fou la supervivència dels qui optaren per quedar-se i foren represaliats per haver donat suport a la República, com Antonio Rodríguez Moñino, o van viure silenciats en una mena d'exili interior, com Juan Gil-Albert Simón o Vicente Aleixandre, que mantenien d'una manera o altra serioses diferències amb la ideologia oficial del franquisme.